# Vert-le-Grand
Vert-le-Grand è un comune francese di 2 434 abitanti situato nel dipartimento dell'Essonne nella regione dell'Île-de-France.

## Società

### Evoluzione demografica
Abitanti censiti